# Santibáñez de Vidriales
Santibáñez de Vidriales is een gemeente in de Spaanse provincie Zamora in de regio Castilië en León met een oppervlakte van 75,88 km². Santibáñez de Vidriales telt 1.021 inwoners (1 januari 2016).